# Chinnanit
Chinnanit (hebr. חיננית) – wieś położona w samorządzie regionu Szomeron, w Dystrykcie Judei i Samarii, w Izraelu.
Leży w północnej części Samarii.

## Historia
Osada została założona w 1981 przez imigrantów z regionu Kaukazu.